# Spolu (Tjekkiet)
|  | Denne artikel handler om den tjekkiske valgalliance. For det slovakiske parti tidligere kendt som SPOLU, se Demokrati (Slovakiet) |
Spolu (dansk: Sammen) er en tjekkisk centrum-højre politisk alliance dannet til parlamentsvalget i 2021. Den er sammensat af partierne Borgerdemokraterne, KDU-ČSL, og TOP 09. Ved valget fik alliancen 71 ud af 200 pladser i Deputeretkammeret i Tjekkiets parlament og indgik i en flertalskoalitionsregering med alliancen Pirater og Borgmestre.

## Historie
Efter regionalvalget i 2020 indledte Borgerdemokraterne (ODS), KDU-ČSL og TOP 09 forhandlinger om en potentiel centrum-højre valgalliance til parlamentsvalget i 2021.
Ledelsen i ODS indvilligede 25. oktober 2020 i at danne en alliance med de to andre partier. To dage senere underskrev partilederne, Petr Fiala (ODS), Marian Jurečka (KDU-ČSL) og Markéta Pekarová Adamová (TOP 09), et memorandum og meddelte, at ODS, KDU-ČSL og TOP 09 ville danne en valgalliance til det næste parlamentsvalg med ODS-leder Fiala som alliancens premierministerkandidat. Den 11. november 2020 blev partierne enige om, at ODS ville nominere spidskandidaten på valglisterne i ni regioner, KDU-ČSL i tre regioner og TOP 09 i to regioner. Alliancen blev først omtalt i medierne som Trekoalitionen, men den 9. december 2020 meddelte partierne, at de ville stille op under navnet "Spolu" (dansk: "Sammen").
Spolu præsenterede sit valgprogram 9. december 2020. Forud for valget tydede meningsmålinger på, at ANO 2011 ville vinde, men ved valget fik Spolu det højeste antal stemmer, og oppositionen fik flertal i Deputeretkammeret. Oppositionspartierne underskrev et memorandum, hvor de blev enige om at nominere Spolu-leder Petr Fiala til posten som premierminister. Den 9. november 2021 bad præsident Miloš Zeman formelt Fiala om at danne en ny regering. Han præsenterede sit forslag til regering for Zeman den 17. november 2021, og Zeman indvilligede den 26. november 2021 i at udnævne Fiala som ny premierminister.
I november 2021 sagde Petr Fiala, at han gerne ville fortsætte med Spolu-koalitionen ved senatsvalget og kommunalvalget i 2022. Den 14. juni 2022 meddelte Spolu, at koalitionen ville nominere 19 kandidater til senatsvalget. Spolu samarbejdede også ved kommunalvalgene i nogle byer, herunder Prag, Ostrava og Plzeň.
Ved præsidentvalget i 2023 støttede Spolu tre kandidater: Petr Pavel, Danuše Nerudová og Pavel Fischer.